# David Sakurai

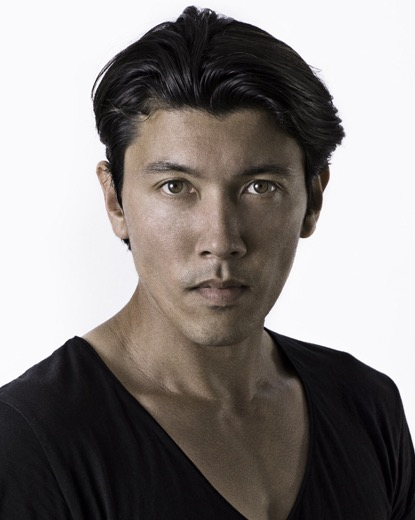
David Sakurai

David Sakurai (* 19. Juli 1979 in Kopenhagen, Dänemark) ist ein dänisch-japanischer Filmschauspieler und Filmemacher.

## Leben
David Sakurai wurde in Kopenhagen als Sohn eines japanischen Vaters und einer dänischen Mutter geboren. Seine Mutter Birthe Bo Sakurai ist in Dänemark eine angesehenen Künstlerin und Malerin.
Die ersten 18 Lebensjahre lebte David Sakurai in Kopenhagen, ehe er im Jahr 1997 nach Japan ging. In Tokio erlernte er unter anderem östliche Kampfkunsttechniken, darunter die Kung-Fu-Richtung Wing Chun. Zudem begann er in einigen japanischen Independentfilmen als Schauspieler erste Erfahrungen vor der Kamera zu sammeln. David Sakurai spricht daher fließend Dänisch, Englisch und Japanisch.
Im Jahr 2008 kehrte er nach Dänemark zurück. Hier hatte er bereits zwei Jahre zuvor, im Jahr 2006, seine erste nennenswerte Filmrolle im Kurzfilm Bag Full of Pain. Seit diesem Zeitpunkt gilt David Sakurai im skandinavischen Raum als gefragter Schauspieler in Action- und Kriminalfilmen. 2014 stand er so unter anderem in Einer nach dem anderen vor der Kamera. In den letzten Jahren spielte Sakurai aber auch Hollywoodproduktionen, so unter anderem 2017 in Pfad der Rache an der Seite von Antonio Banderas. 2019 konnte man ihn in der US-amerikanischen Fernsehserie The Man in the High Castle sehen.
Heute lebt David Sakurai, der auch als Regisseur und Produzent von Kurzfilmen auf sich aufmerksam macht, mit seiner Familie in Los Angeles.

## Filmografie (Auswahl)
- 2014: Einer nach dem anderen (Kraftidioten)
- 2017: Pfad der Rache (Acts of Vengeance)
- 2018: Phantastische Tierwesen: Grindelwalds Verbrechen (Fantastic Beasts: The Crimes of Grindelwald)
- 2018: Unbroken: Weg der Vergebung (Unbroken: Path to Redemption)